# Microsoft Schedule Plus
Microsoft Schedule+は、マイクロソフト社の時間管理ソフトウェア。開発は終了している。その後、機能の大半がOutlook 97に組み入れられた。最初はMicrosoft Mailとともに使われることが想定されたが、後にExchange Server 5.0、Microsoft Office 95、Microsoft Exchange Client、Windows Messagingとともにリリースされた。Windows 3.1とMac OS（バージョン9.0以前）向けのOutlookにある"Outlook Calendar"はMicrosoft Schedule+の新バージョンだった。開発終了した後もSchedule+ 1.xからの変換用にMicrosoft Office 2003まで搭載されていた。
Microsoft Schedule+のバージョン1は1992年にWindows 3.1とClassic Mac OS向けにリリースされた。バージョン2から6はなく、次のバージョン7は1995年にWindows 95とMac OS向けにリリースされた。バージョン7.5以降はOffice 97以降に含まれた。